# USS Barbero (SS-317)
Za druga plovila z istim imenom glejte USS Barbero.
USS Barbero (SS-317) je bila jurišna podmornica razreda balao v sestavi Vojne mornarice Združenih držav Amerike.